# خاربیتسه گورنه
خاربیتسه گورنه (به لهستانی:  Charbice Górne) یک روستا در لهستان است که در گمینا لوتومیرسک واقع شده‌است.